# Sanchón de la Ribera
Sanchón de la Ribera ist eine westspanische Gemeinde (municipio) in der Provinz Salamanca in der Autonomen Gemeinschaft Kastilien-León. 2024 hatte die Gemeinde 67 Einwohner. Neben dem Hauptort Sanchón de la Ribera gehört die Ortschaft Carrasco zur Gemeinde.

## Lage
Sanchón de la Ribera liegt etwa 85 Kilometer westnordwestlich von Salamanca in einer Höhe von ca. 735 m.
Das Klima ist mäßig. Es fällt Regen in einer mittleren Menge (ca. 600 mm/Jahr).

## Bevölkerungsentwicklung
| Jahr      | 1900 | 1950 | 1960 | 1970 | 1981 | 1991 | 2001 | 2011 | 2021 |
| Einwohner | 539  | 406  | 390  | 313  | 219  | 170  | 120  | 93   | 79   |

## Sehenswürdigkeiten
- Christopheruskirche (Iglesia de San Cristobál)
- Kapelle

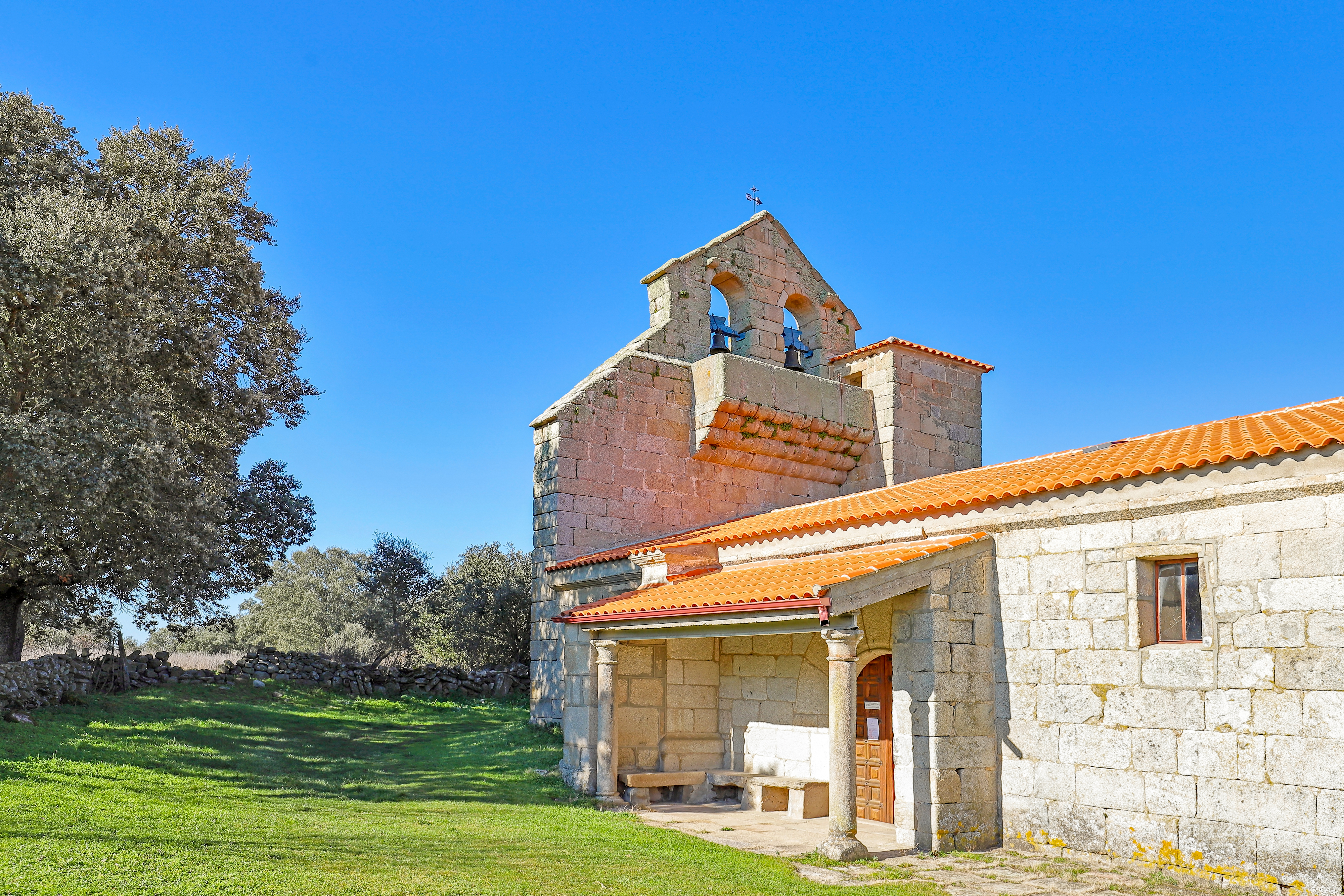
Christopheruskirche
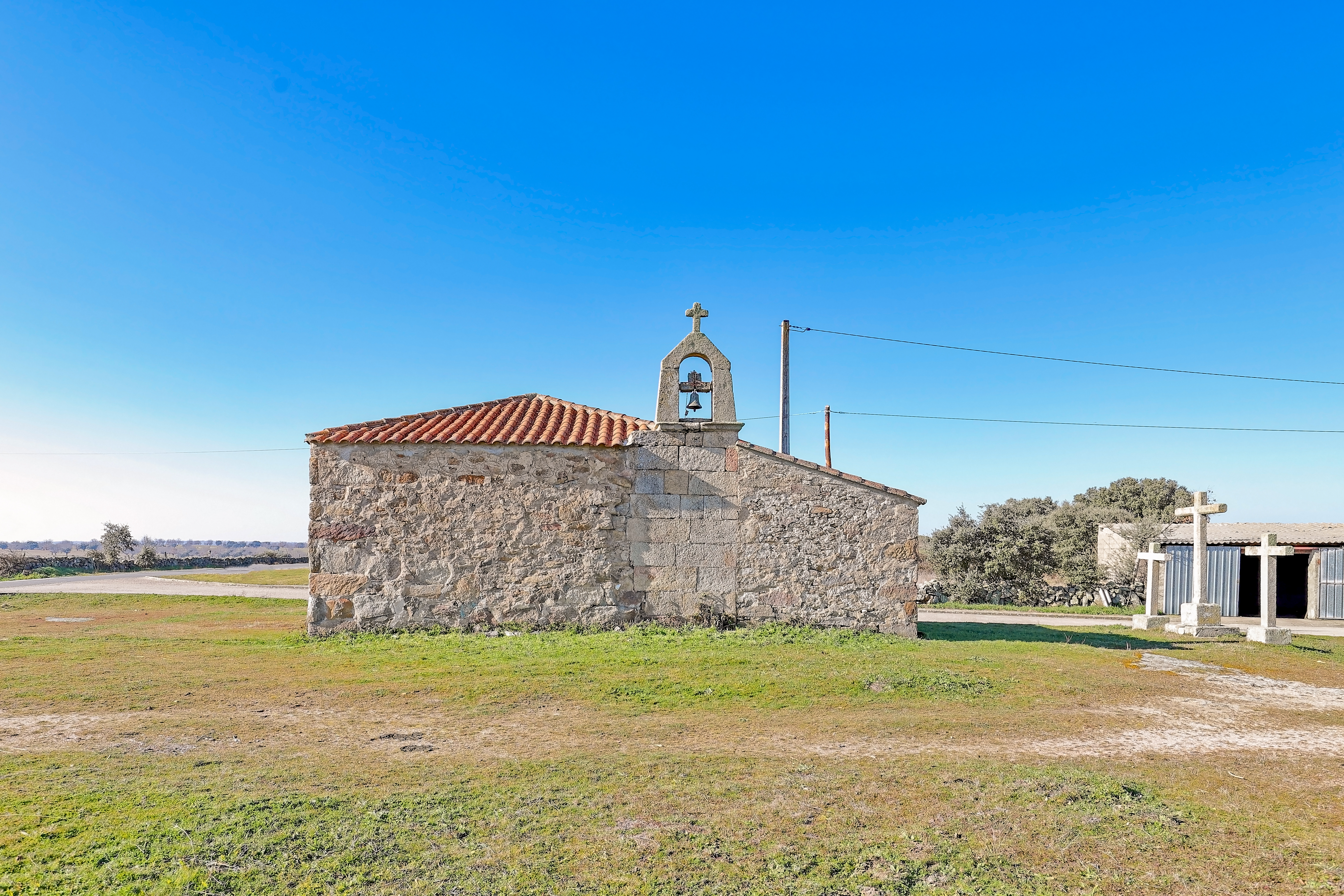
Kapelle
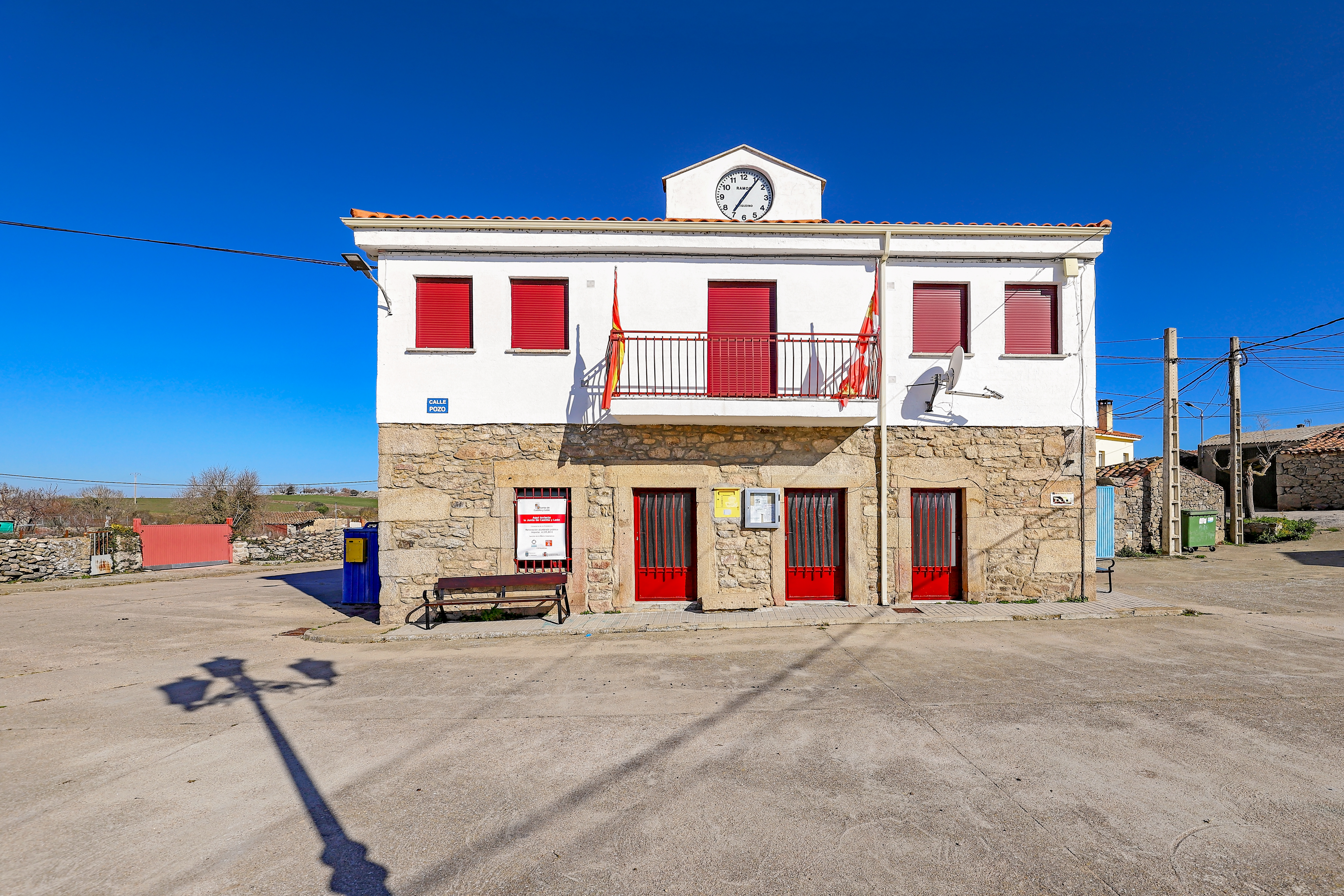
Rathaus